# Ronald Gërçaliu
Ronald Gërçaliu est un footballeur autrichien né le 12 février 1986 à Tirana en Albanie. Il évolue au poste d'arrière gauche.

## Palmarès
- FK Austria Vienne
  - Vainqueur de la Coupe d'Autriche en 2007.
- Red Bull Salzbourg
  - Champion d'Autriche en 2009.